# Batalha (ort i Brasilien, Alagoas, Batalha, lat -9,68, long -37,12)
Batalha är en ort i Brasilien.   Den ligger i kommunen Batalha och delstaten Alagoas, i den östra delen av landet, 1 400 kilometer nordost om huvudstaden Brasília. Batalha ligger 120 meter över havet och antalet invånare är 11 820.
Terrängen runt Batalha är huvudsakligen platt. Batalha ligger nere i en dal. Batalha är det största samhället i trakten. 
Omgivningarna runt Batalha är huvudsakligen savann. Runt Batalha är det ganska glesbefolkat, med 48 invånare per kvadratkilometer.